# Poljana (Vrbovec)
Poljana is een plaats in de gemeente Vrbovec in de Kroatische provincie Zagreb. De plaats telt 441 inwoners (2001).